# Muzeum Misyjne w Krośnie
Muzeum Misyjne Sióstr Misjonarek św. Piotra Klawera w Krośnie – muzeum położone w Krośnie. Placówka mieści się w domu zakonnym Zgromadzenia Sióstr Misjonarek św. Piotra Klawera.
Placówka powstała w 2002 roku. Jego zbiór obejmuje eksponaty pochodzące z czterech kontynentów: Afryki, Azja, Australii i Oceanii oraz Ameryki Łacińskiej. W zbiorach znajdują się stroje, ozdoby, broń, instrumenty muzyczne oraz przedmioty codziennego użytku. Wśród eksponatów prezentowane są m.in. figurka Matki Bożej z La Vang (Wietnam) oraz obraz Matki Boskiej Częstochowskiej, wykonany ze skrzydeł motyli.
Muzeum jest obiektem całorocznym, czynnym codziennie.